# 中村行延
中村 行延（なかむら ゆきのぶ、1952年2月6日 - ）は、日本のフォーク歌手。
京都市出身。京都産業大学卒業。大学の同期に笑福亭鶴瓶と原田伸郎（あのねのね）がいる。

## 人物
1970年代からメチャ&ペチャ（3人によるフォークグループ）、次いで、ララバイ（松峰弘美とのフォークデュオ）として活動を始め、「アクションヤング大丸」、「サタデースタジアム」などに出演。
ララバイとして活動中に結婚。ほどなくして妻が引退してララバイは解散。ソロ活動に移る。ヤングジャパンに所属していた。
1978年から1980年にかけて、ラジオ番組「MBSヤングタウン」月曜日の鶴瓶がメインの週に、大学の同級生と言う縁もあって登場していた。「新幹線便りのコーナー」「生歌コーナー」などを担当。特に「生歌コーナー」では「愛してナイト」（その後有名少女漫画のタイトルとなる）などの曲を生む。人気絶頂の頃のアリス・堀内孝雄と同じ事務所ヤングジャパンで、同じマンションだったこともあり、「ページ99」「忘れかけていたラブソング」など堀内のソロアルバムに多くの歌を提供する。それらの楽曲は自らもアルバムで歌う。また、この時代に堀内孝雄とのコンビで書き下ろされた「時の流れに」（堀内孝雄[曲]+中村行延[詞]）は来日中だったフォークソングの大御所ブラザース・フォアに提供され、第8回東京音楽祭世界大会(1979年）で銅賞に輝き注目をあびる。また、山口百恵のイベント「百恵ちゃん祭り」のお芝居のパートで百恵の相手役を務めたこともあるが、その直後に芸能界を引退して、後述する喫茶店のマスターに転身した。
1991年にABCラジオの「鶴瓶・青春のアンコール」内にて、鶴瓶から番組を通して「この番組のテーマソングを作ってほしい」と直接オファーされたことをきっかけに芸能界に復帰。以後は喫茶店のマスター職と並行しつつ芸能活動を行った。
その鶴瓶との親交は深く、「鶴瓶・青春のアンコール」とそれに続く「つるべがおかず」などの鶴瓶の番組に数多く出演している。「つるぴん!〜喫茶店の会話」や「きらきらアフロ」（2001年から2010年3月まで）では「謎の男」（ほとんど後ろ姿や横顔の出演）として出演していた。
2009年2月末まで京都市北大路で喫茶店を経営していた。

## 出演

### TV
- ねごとの穴（ABC） Liveゲスト
- つるぴん!〜喫茶店の会話（テレビ大阪）
- きらきらアフロ（テレビ大阪）

### ラジオ
- アクションヤング大丸、 サタデースタジアム（KBS）
- MBSヤングタウン月曜日
- サンデー・フレッシュわいのわいの90!!（MBS）
- 鶴瓶・青春のアンコール（ABC）
- つるべがおかず（ABC）

### 舞台
- 第6回百恵ちゃんまつり　　1980年8月27日～31日　  / 　主演 山口百恵　出演 岡田真澄、郡司行雄、松田洋治、矢倉鶴雄、他　 /　 新宿コマ劇場

　　　 <第2部>　ミュージカル「不死鳥伝説」 (原案・作詞 阿木燿子　脚本 宮下康仁　演出 長束利博　作曲 宇崎竜童　音楽 萩田光雄)

### インターネットラジオ
- 中村行延のフォーク大辞典　毎週日曜日　13:00～14:00（レディオバルーン）